# 結城諏訪神社
結城諏訪神社（ゆうきすわじんじゃ）は茨城県結城市にある神社。上山川諏訪神社（かみやまかわすわじんじゃ）とも。通称は諏訪神社。宗教法人諏訪神社が管理する。

## 概要
旧下総国結城の城下町であった結城市に位置する。結城氏の祖とされる藤原秀郷が造営したとされる。
毎年4月3日に行われる祭事において奉納される太々神楽（だいだいかぐら）は、江戸時代中期に始まったもので全部で12の舞（十二座）で構成されており、茨城県指定文化財（無形民俗文化財）に指定されている。境内には「勝負岩」と呼ばれる大岩があり、触ると願いが叶うとされている。

## 祭神
- 建御名方命（たけみなかたのみこと）
- 事代主命（ことしろぬしのみこと）-- 建御名方命の兄弟神。

## 歴史
940年（天慶3年）に藤原秀郷が朱雀天皇に平将門の討伐を命じられた（平将門の乱）際に、諏訪明神に戦勝祈願を行った。
戦勝後、勝利を感謝した秀郷が祈願をした地に諏訪神社を造営したとされる。
後に秀郷の末裔である小山氏、結城氏、山川氏などによって祀られた。なかでも山川綾戸城を居城とする山川氏では歴代の鎮守神として祀られた。

## 祭事
- 破魔弓祭（はまゆみさい）

藤原秀郷が戦勝祈願を行ったとされる日（940年（天慶3年）1月27日）にちなみ、毎年1月27日に行われる。
「勝厄」と書かれた的に向かって矢を放ち、厄よけを祈願する。
- 例祭（れいさい）

例大祭（れいたいさい）とも。神武天皇の命日とされる神武祭に合わせ、毎年4月3日に行われる。
この祭事中、神楽殿にて奉納される太々神楽は茨城県指定文化財（無形民俗文化財）に指定されている。

## 文化財
平安時代からつづく諏訪神社にはその歴史の長さの通り、有形・無形の文化財が存在している。

### 本殿
本殿は室町時代に再建された高さ5.4メートルの木造神社流造の建物で、上山川諏訪神社本殿とも呼ばれる。1737年（元文2年）にも改修された記録が残っている。1974年（昭和49年）12月27日に結城市指定文化財に指定された。

### 鉄鏃
鉄鏃（てつぞく）は創建時に藤原秀郷が奉納したとされる鉄製の鏃（やじり）。神社造営の由来ともなった戦勝祈願で弓引きを行った際に使用したと伝えられている。1974年（昭和49年）12月27日に結城市指定文化財に指定された。

### 明治天皇御愛用品（個人所蔵）
歴代の宮司を務める山川家の個人所蔵品。煙管・香炉など、明治天皇が使用した6点の品である。1885年（明治18年）から1887年（明治20年）頃に、明治天皇から有栖川宮家へ下賜され、1965年前後に山川家へ譲られた。1976年（昭和51年）2月5日に結城市指定文化財に指定された。

### 上山川諏訪神社太々神楽
上山川諏訪神社太々神楽（かみやまかわすわじんじゃだいだいかぐら）は十二座の舞から構成されている神楽であり、毎年4月3日に行われる例祭において、神楽殿で奉納されている。
はっきりとした起源は不明だが、神楽面の裏面に「安永九年播州求之」と墨書が残されており、江戸時代中期に神楽が始まったと考えられている。
この太々神楽は出雲系神楽といわれており、他の神社における太々神楽とも演目の共通点が見られるが、他の太々神楽との大きな差異としては、七座、十二座では餅や菓子が撒かれるという点がある。
また、明治時代より半世襲的な伝承形態をとっている点、専業の神楽師として他の神社から神楽舞の依頼を受ける点なども上山川諏訪神社太々神楽の特徴である。
2005年（平成17年）11月25日に茨城県指定文化財（無形民俗文化財）として指定された。

## その他
- 必勝祈願
- 人形供養など

その他、諏訪霊園が併設されている。